# Малтеков, Арын
Арын Малтеков (каз. Мөлтеков Арын, 1896 год, аул Тастызек, Туркестанский край, Российская империя — 1956 год, Казахская ССР, СССР) — колхозник, Герой Социалистического Труда (1948).

## Биография
Родился в 1896 году в ауле Тастызек. С 1929 года стал работать в колхозе. В 1946 году был назначен звеньевым полеводческого звена колхоза имени XVIII партсъезда.
В 1947 году звено, руководимое Арыном Малтековым, собрало 31 центнеров пшеницы с посевной площади в размере 12 гектаров. В 1948 году удостоен звания Героя Социалистического Труда «за получение высокой продуктивности животноводства в 1947 году при выполнении колхозом обязательных поставок сельскохозяйственных продуктов и плана развития животноводства».
Умер в 1956 году.

## Награды
- Герой Социалистического Труда — Указом Президиума Верховного Совета от 28 марта 1948 года.
- Орден Ленина (1948);
- Медаль «За доблестный труд в Великой Отечественной войне 1941—1945 гг.».

## Источник
- Герои Социалистического труда по полеводству Казахской ССР. Алма-Ата. 1950. 412 стр.